# Семиозёрье (Красночикойский район)
Семиозёрье — село в Красночикойском районе Забайкальского края России. Находится на межселенной территории.

## География
Село находится в юго-западной части Забайкальского края, на левом берегу реки Чикой, на расстоянии примерно 137 км (по прямой) к юго-востоку от села Красный Чикой. Абсолютная высота — 1177 м над уровнем моря.
Климат
Климат характеризуется как резко континентальный. Средняя температура самого тёплого месяца (июля) составляет 14 — 16 °C (абсолютный максимум — 36 °C). Средняя температура самого холодного месяца (января) — −22 — −26 °C (абсолютный минимум — −53 °C). Годовое количество осадков — 350—500 мм.
Часовой пояс
Село Семиозёрье находится в часовой зоне МСК+6. Смещение применяемого времени относительно UTC составляет +9:00.

## История
Основано представителями нескольких бурятских родов, бежавших от советской власти в период создания первых сельхозартелей. В конце 1930-х годов всё мужское население было подвергнуто репрессиям.

## Население
| 1989 | 2002 | 2010 | 2013 | 2014 | 2015 | 2016 |
| ---- | ---- | ---- | ---- | ---- | ---- | ---- |
| 40   | ↗43  | ↘24  | ↘20  | ↘19  | →19  | ↘18  |
| 2017 | 2018 | 2019 | 2020 | 2021 |      |      |
| ↘17  | →17  | ↘16  | →16  | ↘11  |      |      |

Половой состав
По данным Всероссийской переписи населения 2010 года, в гендерной структуре населения мужчины составляли 70,8 %, женщины — соответственно 29,2 %.
Национальный состав
Согласно результатам переписи 2002 года, в национальной структуре населения буряты составляли 81 % из 43 чел.

## Улицы
Уличная сеть села состоит из одной улицы (ул. Центральная).

## Инфраструктура
В селе функционирует фельдшерско-акушерский пункт.